# Klaas I van Borselen
Nicolaas, Claes of Klaas van Borselen (latijn: "Nyclaus de Bersalia", overleden tussen 1351-57) was heer van Brigdamme, Alartskerke, Zoutelande, Koudekerke, Zanddijk, Popkensburg (Sint Laurens), raadsheer en zegelaar van de graaf van Zeeland.

## Levensloop
Hij was een zoon van Wolfert I van Borselen en wordt in geschriften als zijn jongste zoon genoemd. In 1309 is hij aanwezig bij de verzoening tussen de familie van Borselen en graaf Willem III van Holland en krijgt een opleiding tot ridder aan zijn hof. Hij behoorde tot de volgelingen van zijn neef Wolfert III van Borselen die in 1342 een vete uitvocht met Arnoud van Haamstede. Hij wordt op 19 augustus 1347 voor het eerst genoemd als Zeeuws raadslid onder de edelen. 
Hij behoorde tot de Zeeuwse edelen die op 18 januari 1351 gravin Margaretha II van Henegouwen trouw zwoeren. Later dat jaar verkoos hij de kant van Willem V van Holland en bedong de functie van grafelijk zegelaar vanaf 1351.
Hij breidde zijn kasteel van Sint Laurens verder uit en stichtte een kapel tijdens zijn leven in Brigdamme. Na zijn overlijden werd hij begraven in het Tertianenklooster in Middelburg, Zeeland.
Hij was getrouwd met Janna of Johanna van Zevenbergen een dochter van Hugheman van Strijen-Zevenbergen. Ze kregen meerdere zonen samen:
- Albrecht van Borselen (†1390), heer van Brigdamme
- Floris van Borselen (†1368), heer van Sint-Maartensdijk
- Frank van Borselen (†1386), volgt zijn broer op in zijn bezitting van Sint-Maartensdijk na 1368
- Raas of Raso van Borselen (†1390), heer van Ellewoutsdijk